# Conus insignis
Conus insignis é uma espécie de gastrópode do gênero Conus, pertencente à família Conidae.